# غیرممکن (ترانه کریستینا آگیلرا)
«غیرممکن» ترانه‌ای از هنرمند اهل ایالات متحده آمریکا کریستینا آگیلرا است. این ترانه در آلبوم محروم (آلبوم کریستینا آگیلرا) قرار داشت.